# Степинац, Алоизие
Алои́зие Сте́пинац (хорв. Alojzije Stepinac; 8 мая 1898, Брезарич, Королевство Хорватия и Славония, Австро-Венгрия — 10 февраля 1960, Крашич, Югославия) — хорватский кардинал. Титулярный архиепископ Никопсиса и коадъютор Загреба 28 мая 1934 по 7 декабря 1937. Архиепископ Загреба с 7 декабря 1937 по 10 февраля 1960, военный викарий вооружённых сил Независимого государства Хорватия. Кардинал-священник с 12 января 1953.
После прихода к власти усташского правительства Независимого государства Хорватия активно поддерживал его и лично благословлял Анте Павелича, Славко Кватерника и других военных преступников. Поддерживал благоприятный имидж НГХ в Ватикане. Выступил с осуждением действий пришедшего в 1945 году к власти коммунистического режима Иосипа Тито; в октябре 1946 года был приговорён к 16 годам заключения по обвинению в государственной измене и военных преступлениях.
В 1998 году причислен Римско-католической церковью к лику блаженных.

## Биография
Родился в 1898 году в селе Брезарич (близ Крашича), в 40 километрах от Загреба, в большой семье (кроме него было ещё 7 детей). После окончания гимназии в Загребе в 1916 году хотел поступить в семинарию, однако был призван в австрийскую армию и отправлен на итальянский фронт, где вскоре попал в плен. В начале 20-х годов вернулся в Хорватию, включённую после первой мировой войны в состав Королевства сербов, хорватов и словенцев, позднее Королевства Югославия, и поступил на факультет теологии Загребского университета. В 1926—1931 годах продолжал обучение в Риме, после чего получил докторскую степень по философии и теологии и принял духовный сан.
Несколько лет работал в Загребе помощником загребского архиепископа Антуна Бауэра. В 1934 году Степинац стал епископом, а в 1937 году, после смерти Бауэра, стал загребским архиепископом.
Будучи викарием Королевской Югославской армии, ещё до её капитуляции и оккупации немцами Югославии, нарушил присягу и принял должность викария усташской армии. По мнению югославского историка М. Булаича, Степинац не только признал насильственный раздел югославского государства, но и активно, всеми силами поддерживал создание и легитимацию Независимого Государства Хорватии.
Архиепископ Степинац, крайне негативно относясь к православию, активно способствовал переводу сербов в католичество и униатство. Еще до разгрома Югославии, 27-28 марта 1941 года он записал в своем дневнике: «Дух Византии, то есть Восточной Православной Церкви, это что-то такое ужасное, что лишь Всемогущий и Всеведущий Бог может терпеть это… Схизма Восточной Православной Церкви — величайшее проклятие Европы, почти что хуже протестантизма».

Уже 26 июля 1941 года, на открытии Первой епископской конференции в Загребе, как «законный представитель Церкви Божией в НГХ» приветствовал главу новосозданного усташского государства, Анте Павелича, в качестве «государственного Вождя с обещанием нашего искреннего и лояльного сотрудничества на благо нашей Родины». Вдохновил на заверения в верноподданности и остальных хорватских епископов: Акшамовича, Бонефатича, Сребрнича, Бурича, Мишича и Шарича. Совместно с другими прелатами и священниками стал членом Сабора (парламента) НГХ. Степинац считается главным виновником насильного перекрещивания православных сербов в католицизм. 18 мая 1943 г. Степинац докладывал папе Пию XII: «240 000 сербов переведены в католицизм, из которых чуть менее 100 000 — за один только 1941 год». По мнению Степинаца, 
самым идеальным было бы, если бы все сербы вернулись к вере своих отцов, то есть преклонили бы главу пред Наместником Христовым — Св. Отцом (папой). Тогда бы и мы смогли, наконец, отдохнуть в этой части Европы, ибо византийство (православие), как и турки, сыграло страшную роль в истории этой части света.

В результате судебного процесса 10 октября 1946 года Степинац был приговорён к 16 годам тюрьмы. Многие как в Хорватии, так и за пределами страны, считали этот приговор местью режима Тито за критику. Югославский коммунист Милован Джилас говорил: 
Сказать правду, я думаю, и не только я, что Степинац – цельный человек, с твёрдым характером, которого невозможно сломать. Он был действительно несправедливо обвинён, но сколько раз случалось в истории, что люди были осуждены исходя из политической необходимости
В таком же духе «всепрощения» проходил и процесс над Степинацем: несмотря на строгость приговора, он отсидел в тюрьме всего 5 лет, после чего был выпущен на поселение в родное село.
В 1953 году Папа Римский Пий XII возвёл Степинаца в звание кардинала, однако находящийся на поселении кардинал так и не смог лично участвовать в церемонии. 10 февраля 1960 года Степинац скончался от болезней, полученных им в тюрьме.

## Деятельность в НГХ и её оценки
После вторжения в апреле 1941 года войск Германии и Италии в Хорватию, было образовано прогерманское Независимое государство Хорватия под фактическим управлением усташей. Степинац приветствовал усташей и восстановление хорватской независимости: как и многие хорваты, он видел в усташах силу, способную восстановить независимость страны и освободить её от подчинения сербам. За несколько недель до начала войны он сделал в личном дневнике запись: 
Хорваты и сербы из двух разных миров, два разных полюса; они никогда не найдут общего языка, если только не произойдёт чудо Божие. Эта схизма величайшее зло в Европе, может быть, даже большее чем протестантизм. Тут нет морали, нет принципов, нет правды, нет справедливости, нет честности…
28 апреля 1941 года, через 11 дней после капитуляции Югославии, он издал пастырскую энциклику, которая обязывала католиков страны поддерживать усташей и созданное ими независимое хорватское государство.

Позднее Степинац произносил в загребском соборе проповеди, направленные, по мнению апологетов Степинаца, против принципов усташского режима. В проповеди от 14 марта 1943 г. он говорил: 
Каждый человек, независимо от того к какой расе и народу он принадлежит, несёт на себе печать Бога-Творца и имеет свои неотъемлемые права, которые от него не может самовольно отнимать или их ограничивать никакая человеческая власть

При этом Степинац продолжил публично восхвалять НГХ и его главу поглавника Анте Павелича. Обращаясь к нему на открытии хорватского парламента 23 февраля 1942 г., он говорил: 
Открытие сессии хорватского парламента является подтверждением того, насколько глубоко вы сознаете ответственность, честь, которую вы готовы разделить с вашими соотечественниками. Это открытие сопровождается молитвами церкви и лично моими

Степинац также на всём протяжении существования НГХ старался создать в Ватикане максимально благоприятное впечатление об усташских порядках, таким образом нейтрализуя усилия тех представителей католической церкви, которые пытались добиться осуждения усташского террора римским папой. Так, в мае 1943 года Степинац писал в докладе секретарю Ватиканского государства 
Хорватское правительство энергично борется против аборта, который в основном рекомендуется еврейскими и православными врачами; оно строго запретило все порнографические издания, которые тоже печатались под руководством евреев и сербов… Правительство отменило масонство, вело ожесточённую войну против коммунизма, издало декреты против богохульства и хочет,  чтобы солдаты воспитывались по-христиански, настаивает на религиозном воспитании детей в школах… Ваше Высокопреосвященство, если реакция хорватов иногда бывает жестока, мы её осуждаем и порицаем, но вне всякого сомнения эта реакция спровоцирована сербами, которые нарушили все права хорватского народа в течение последних 20 лет их совместной жизни в Югославии
Никола Русинович, посол НГХ в Ватикане, так характеризовал усилия архиепископа по обелению усташских порядков в глазах римского папы: Степинац
представил доклад святому отцу на девяти страницах. Он показал его мне, и я смею Вас уверить, что он выражает нашу точку зрения. Обвиняя сербов, четников и коммунистов, он нашёл слова, о которых даже я не мог бы подумать. Никому не будет позволено нападать на Независимое Государство Хорватия и представить хорватов в дурном свете
Степинац (вместе с 10 другими представителями католической церкви) получил в 1942 году место в хорватском парламенте, а 21 марта 1944 года принял из рук Павелича важную государственную награду «Velered».
За время правления он спас от смерти большое число евреев, укрыв их в церковных владениях, участие Степинаца в спасении евреев подтверждается также материалами израильского Института Катастрофы и героизма Яд ва-Шем. Историк Мартин Гилберт писал, что Степинац приветствовал хорватскую независимость, которая обернулась зверствами против сербов, но сам спасал евреев.
С ведома Степинаца католическая благотворительная организация «Каритас» спасла более 7000 сербских сирот.

Марк Ривели утверждает: 
Степинац действительно приложил какие-то усилия, чтобы спасти от преследований несколько евреев, но...неизвестно ни о каком вмешательстве Степинаца в пользу сербов Хорватии

Степинац оправдывал практику насильственного крещения и перевода в католицизм, что позднее ему ставилось в вину. По мнению его сторонников, это делалось для спасения жизней:
Роль и задача христиан — спасать людей. Когда эти грустные и дикие времена пройдут, те, кто пришёл в нашу Церковь по вере — останутся. Остальные же вернутся в свои церкви, когда опасность минует

Когда итальянские оккупационные власти прекратили на территории Герцеговины усташский террор против православного населения, это вызвало протест Степинаца. В ответ на жалобу епископа Мостара 
Итальянцы вернулись и восстановили гражданскую и военную власть. Немедленно ожили схизматические общины, а православные священники, до сих пор скрывавшиеся, появились снова и чувствуют себя свободно. По-видимому, итальянцы более расположены к сербам, нежели к католикам

Архиепископ Степинац направил письмо итальянскому консулу в Загребе, где выразил возмущение фактом прекращения преследования православных 
"... на части территории Хорватии, аннексированной Италией, наблюдается упадок религиозной жизни, а также заметный сдвиг от Католицизма к схизме. Если эта, наиболее католическая, часть Хорватии, перестанет быть таковою, вся вина и ответственность перед Богом и историей ляжет на католическую Италию. Религиозный аспект проблемы заставляет меня говорить в открытых и ясных выражениях, поскольку я несу ответственность за религиозную жизнь в Хорватии

## Послевоенная деятельность и суд
После окончания второй мировой войны к власти в Югославии пришли коммунисты, начавшие политику преследования Церкви. Степинац резко критиковал гонения, 23 сентября 1945 года он подписал письмо католических епископов Югославии, где выражался протест коммунистическому правительству Тито против закрытия церквей и преследования духовенства. 18 сентября 1946 года он был арестован. В вину ему вменялось следующее:
- коллаборационизм и сотрудничество с усташами с апреля 1941 по апрель 1945;
- организация обращений в католицизм православных сербов на территории НГХ;
- ответственность за этнорелигиозный геноцид, так как он был апостольским викарием усташских вооруженных сил;
- отсутствие с его стороны санкций к тем священникам, которые участвовали в массовых убийствах;
- политическая деятельность и сокрытие архива МИДа НГХ в архиепископстве Загреба;
- поддержка подрывной деятельности «крижаров» и усташей Лисака и Гулина, которые занимались подпольной организацией восстания хорватского национализма.

По мнению обвинителей Степинаца, на судебном процессе было выявлено стремление Степинаца сохранить НГХ и переговоры о том, чтобы он возглавил его вместо Павелича. Также было установлено, что на протяжении 1945—1946 гг. он тесно контактировал с оставшимися в стране усташами и оказывал им помощь. 5 лет он провёл в тюрьме Лепоглава, затем был переведён под домашний арест в родное село.
Хорватское католическое лобби считает Степинаца мучеником, пострадавшим от рук коммунистического режима. Однако судивший его Верховный суд Хорватии не являлся партийным и коммунистическим, и не только коммунисты были прокурорами и свидетелями. Судебный процесс проходил в Загребе, что, вместе с фигурой председателя судебной коллегии хорвата Жарко Вимпулшека, как и руководителя страны — хорвата И. Б. Тито, не дает возможности говорить о какой-то «сербскости» суда. Судебная процедура велась не в связи с «идеологическими заблуждениями», а за совершенные преступления «противонародной деятельности», основным из которых ему в вину вменялось сотрудничество с оккупантами и фашистским режимом.

Обвинители Степинаца настаивают, что своей поддержкой усташского режима он способствовал своим авторитетом его утверждению у власти и проведению политики геноцида сербов. Так, историк Марк Ривели утверждает : 
Максимальную ответственность (за геноцид сербов) нес примас Хорватии монсеньор Алоизие Степинац: он был связан с усташской аристократией, был членом парламента Хорватского независимого государства, начальником всех капелланов отрядов убийц, был награждён диктатурой Павелича...Правда, установленная по ту сторону разумных сомнений, заключается в том, что будущий блаженный Степинац и пальцем не двинул ради того, чтобы остановить этнорелигиозный геноцид.
 Также в вину Степинацу ставят практику насильственного перевода сербов в католицизм во время террора, которую архиепископ поддерживал.
В 1998 году кардинал Алоизие Степинац был беатифицирован папой Иоанном Павлом II во время визита в Хорватию. Беатификация Степинаца вызвала протест со стороны многих сербских организаций.

### Апологетика
- М. Сэйвор. А. Степинац. Слуга Бога и хорватского народа (англ.)
- Ш. Корич. Кардинал А. Степинац. Основные факты о его личности и работах (англ.)
- С. В. Бернадский. Незабытый и незабвенный архиепископ

### Критика
- Архиепископа Степинаца обвиняют в том, что он «благословлял убийства сербов»
- А. Манхэттен. Папа, Степинац и Павелич пытаются спасти Хорватию (англ.)
- Б. Станоевич. Усташский министр смерти: анатомия преступления Андрия Артуковича
- Ривели Марк Аурелио. Архиепископ геноцида. Монсеньор Степинац, Ватикан и усташская диктатура в Хорватии 1941-1945. — Москва, 2011. — 224 с. — ISBN 978-5-91399-020-4.
- Уэст, Ричард. Иосип Броз Тито: власть силы. — Смоленск: Русич, 1998. — 512 с.
- Шкаровский М. В. Создание и деятельность Хорватской Православной Церкви в годы Второй мировой войны // Вестник церковной истории. — 2007. — № 3. — С. 221—262.